# Mutilación sexual
La mutilación genital consiste en la extirpación de los órganos sexuales o parte de ellos tanto en el hombre como en la mujer, debido a motivos religiosos, culturales y estéticos. También es una forma de castigo utilizada como parte de otras prácticas sexuales.
La mutilación genital femenina (MGF) se practica en más de 28 países de África y en algunas comunidades de inmigrantes que viven en Europa y los Estados Unidos. Esta práctica provoca serios riesgos para la salud, incluidas varias dificultades obstétricas, como partos prolongados y obstruidos, episiotomías y desgarros perineales. Además, las mujeres sometidas a una MGF son dos veces más propensas a no experimentar deseo sexual y tienen 1,5 veces más probabilidades de tener relaciones sexuales dolorosas. Existen leyes vigentes y códigos penales que prohíben la práctica de la MGF en algunos países africanos; sin embargo, la prevalencia sigue siendo alta.
Una revisión sistemática de ocho estudios, desarrollados en distintos países africanos, concluyó que las leyes y códigos nacionales no son suficientes para acabar con esta práctica. En el mejor de los casos, tienen solo un efecto limitado. Por otro lado, trabajar con las comunidades puede cambiar su actitud frente a la MGF, pero ello dependerá del diseño del plan, del contexto y de su implementación. Asimismo, las intervenciones que no consideraron las necesidades de la comunidad o no involucraron a sus líderes religiosos, contaron con abandonos y baja participación. Por último, trabajar con jóvenes pudiera ser una alternativa rentable y eficaz.

## Distintas maneras de mutilar
- Ablación (extirpa órganos femeninos)
- Castración (extirpa o inutiliza órganos genitales masculinos)
- Escisión (corta o separa totalmente el órgano sexual)